# Ogrodniki (powiat Sejny)

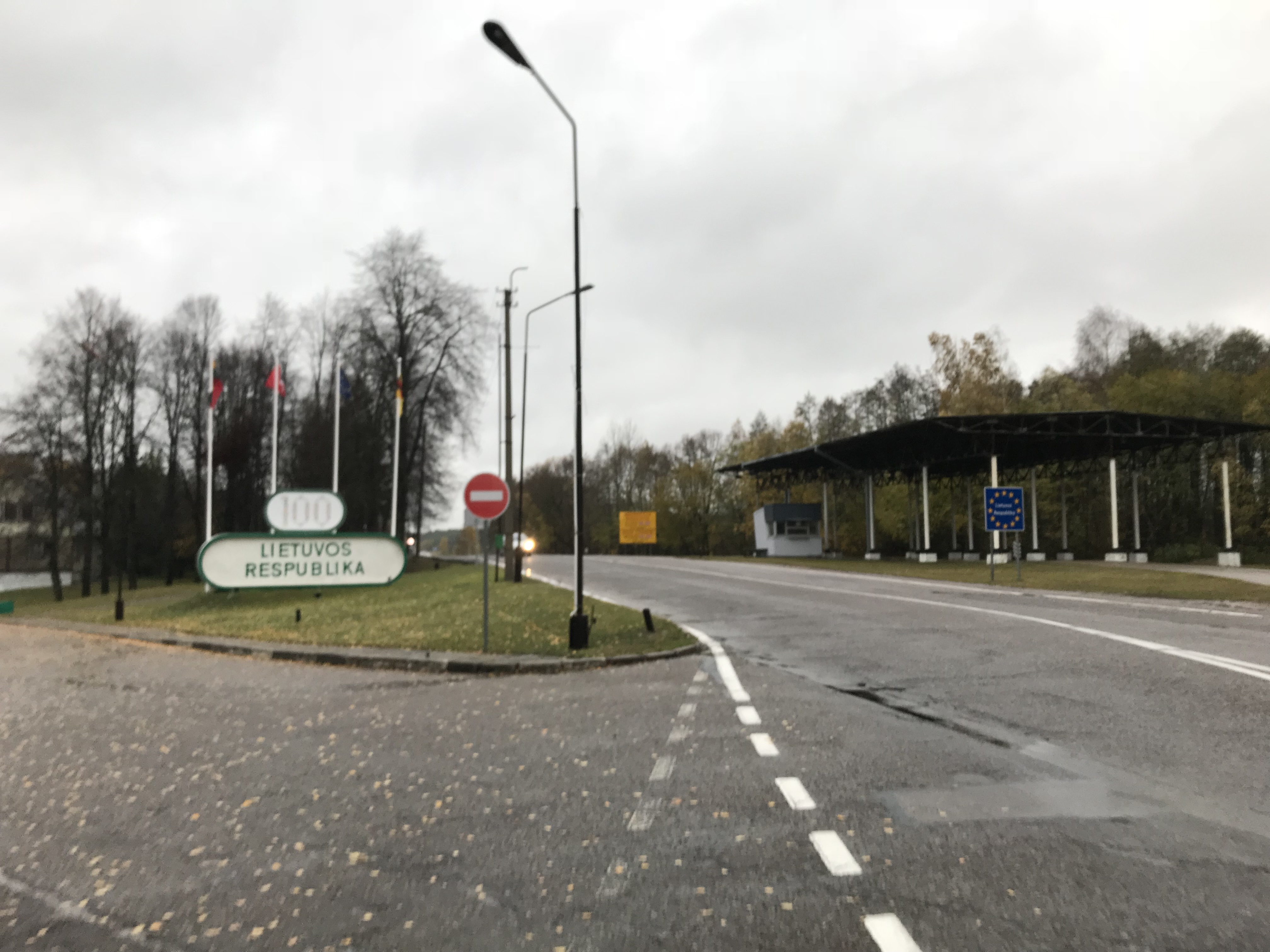
De grensovergang Ogrodniki

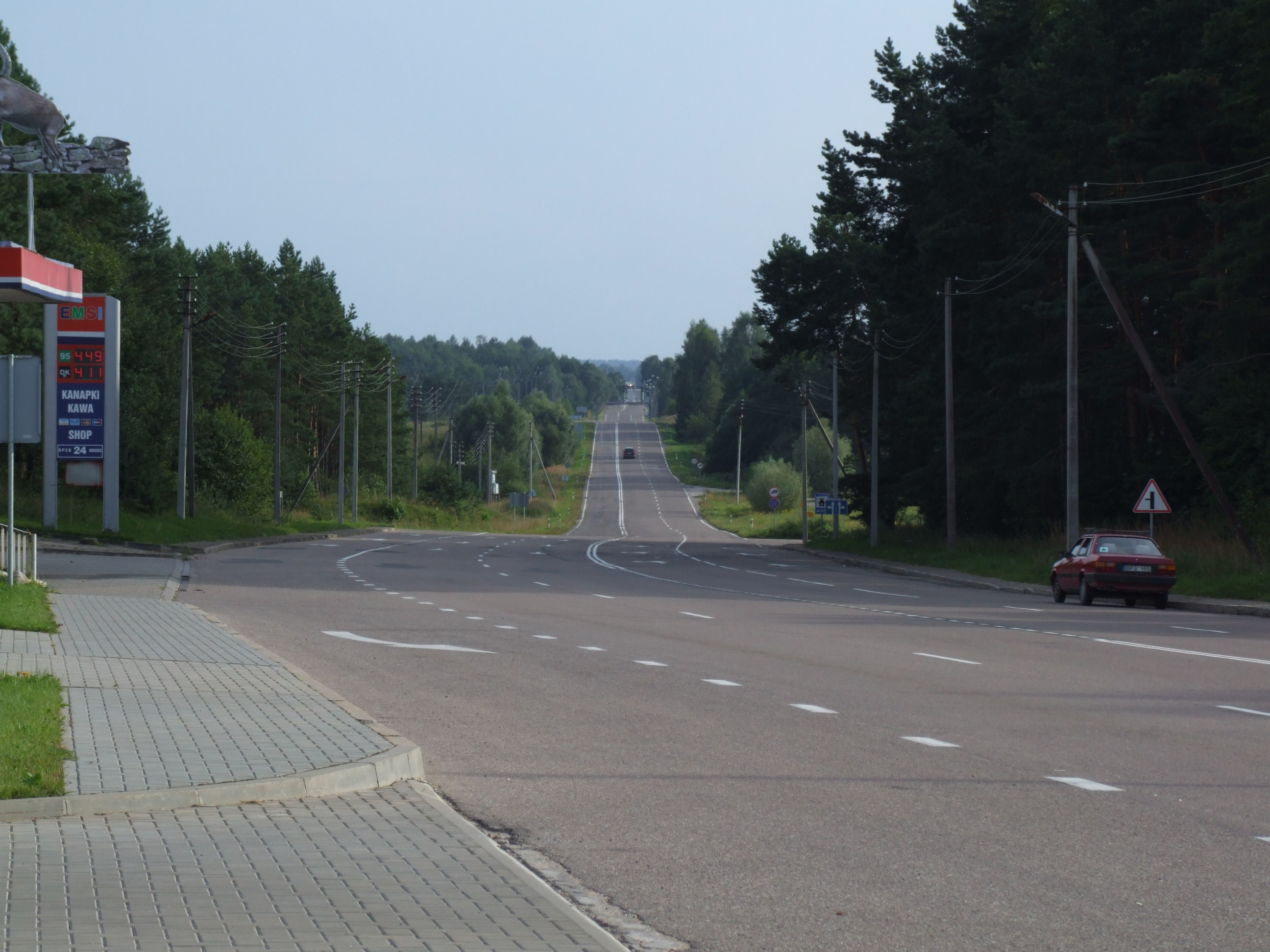
De weg door de voormalige grensovergang, gezien vanaf de Litouwse zijde

Ogrodniki, (Litouws: Aradnykai) is een plaats in het Poolse district Sejneński, woiwodschap Podlachië. De plaats maakt deel uit van de gemeente Sejny en telde 60 inwoners in 2011. Op enkele kilometers ten noordoosten van het dorp ligt aan hoofdweg 16 de voormalige grensovergang Ogrodniki-Lazdijaj.

## Geschiedenis
Van de 8e tot de 19e eeuw maakte deze plaats deel uit van het leefgebied van de Baltische stam van de Jatvingen. Vanaf de 13e eeuw behoorde het tot het Grootvorstendom Litouwen. Met de Poolse Delingen kwam het gebied achtereenvolgens vanaf 1795 eerst in Pruisische en in 1806 in Russische handen. Na de Pools-Russische Oorlog (1919-1921) werd het onderdeel van Polen. Sindsdien woont er in dit gebied nog wel een langzaam krimpende Litouwse minderheid.

## Demografie
| jaar        | 1934 | 1940 | 1984 | 1988 | 2005 |
| inwoners    | 207  | 128  | 86   | 65   | 60   |
| % Litouwers | 93   | 88   | 65   | 47   | 45   |

## Sport en recreatie
- Bij de voormalige grensovergang start/eindigt de Europese wandelroute E11, die naar Den Haag loopt. De route komt niet door Ogrodniki zelf, maar loopt via de westzijde van het Hołnymeer en de oostzijde van het Berżnikmeer, naar Półkoty.
- Het Holnymeer ten westen van het dorp is een goede visplaats voor karperachtigen, brasem en snoek. De oevers van het meer zijn voor 80% moeilijk toegankelijk omdat ze bedekt zijn met compacte oeverbegroeiing, bestaande uit riet en biezen.